# Tarkwiniusz Stary
Tarkwiniusz Stary, Lucius Tarquinius Priscus – piąty król Rzymu, panujący w latach 617-578 p.n.e. Pochodził z etruskiego miasta Tarquinia. Przez część historyków uważany za pierwszą postać historyczną spośród siedmiu królów rzymskich.
Pierwotnie nazywał się Lukumon, przybył do Rzymu wraz z żoną Tanakwilą za panowania króla Ankusa Marcjusza, z którym się zaprzyjaźnił. Był opiekunem królewskich synów, zdobył popularność i sam został królem. Za swojego panowania rozpoczął budowę wielkiego kanału drenażowego (Cloaca Maxima), dzięki czemu odwodnił teren, na którym powstało później Forum Romanum. Z okazji zwycięstwa nad Latynami urządził igrzyska, które przyćmiły wszystkie dotychczasowe. Od tego czasu igrzyska odbywały się co roku 13 września. Rozpoczął budowę cyrku, który po rozbudowie nazwano Circus Maximus. Budowle rozpoczęte za jego panowania ukończył Tarkwiniusz Pyszny. Za Tarkwiniusza Starego wprowadzono do Rzymu rózgi liktorskie (fasces).
Tarkwiniusz Stary został zamordowany przez synów Ankusa Marcjusza. Następcą Tarkwiniusza był Serwiusz Tuliusz.